# حزام أخضر

انتشار الحزام الأخضر.

الحزام الأخضر (بالإنجليزية: Green belt)‏ مجال مفتوح لزراعة بكثافة حول البلدات أو المدن، حيث تخضع كل التطورات العمرانية الجديدة ذات الطابع الحضري للرقابة الصارمة أو أنها ممنوعة من قبل المخططين والسلطات المحلية. ويُعتبر سياسة في تخطيط استخدام الأراضي للاحتفاظ بمناطق الأراضي غير المطورة مثل البرية، أو الزراعية المحيطة أو المناطق الحضرية المجاورة. بمعنى آخر الحزام الأخضر هو خط غير مرئي يقوم بتعيين الحدود حول منطقة معينة يساهم في منع توسع المنطقة ويسمح بإنشاء الحياة البرية وعودتها.

## الأهداف
البلدان التي تحتوي على الحزام الأخضر، لديها أهداف معلنة وراء استخدام سياسة الحزام الأخضر وهي كالتالي:
- حماية البيئات الطبيعية أو شبه الطبيعية.
- تحسين جودة التهوية في المناطق الحضرية.
- التأكيد على ضرورة إمكانية وصول سكان المدن إلى الريف مع الأخذ بعين الاعتبار الفرص التعليمية والترفيهية.
- حماية الطابع الفريد للمجتمعات الريفية وخلاف ذلك أيضا تقليل تمدد الضواحي.

كما أن له فوائد أخرى:
- المشي، والتخييم، وركوب الدراجات في المناطق القريبة من المدن والبلدات.
- يسهم في تقريب موطن النباتات البرية والحيوانات والحياة البرية.
- يعتبر وسيلة جيدة لتنقية الهواء والماء.
- يعتبر أفضل طريقة لاستخدام الأراضي التي داخل المدن المجاورة.

تختلف فعالية الأحزمة الخضراء بحسب الموقع والبلد، ويمكن غالباً أن تتآكل حدود هذا الحزام الأخضر بسبب تعديات المناطق الريفية والحضرية وفي بعض الأحيان تتسبب التنمية في زيادة مناطق الحزام الأخضر. الحزام الأخضر أدى إلى إنشاء «مدن الأقمار الصناعية» حيث قامت على فصلها عن المدينة وهي تلعب دور كبيراً في الضواحي أكثر من المجتمعات المستقلة.

## التاريخ
اقترح العهد القديم الخطوط العريضة للحزام الأخضر حول مدن لاوي في أرض إسرائيل. شرح موسى بن ميمون أن خطة الحزام الأخضر من العهد القديم يُشار إليها في جميع بلدان إسرائيل القديمة. وفي القرن السابع أنشأ نبي الإسلام محمد بن عبد الله الحزام الأخضر حول المدينة المنورة وقد فعل ذلك من أجل منع هدم مزيد من الأشجار في شريط يبلغ طوله 12 ميلاً في جميع أنحاء المدينة. وفي عام 1580، حظرت إليزابيث الأولى إقامة مبانٍ جديدة في حزام واسع يبلغ طوله 3 أميال في جميع أنحاء مدينة لندن وذلك من أجل محاولاتها لوقف انتشار الطاعون. ومع ذلك، فإن هذا لم يطبق على نطاق واسع، وكان من الممكن شراء الإعفاءات التي قللت من فعالية البيان.
في العصر الحديث، برز مصطلح الحزام الأخضر في أوروبا القارية حيث استخدمت شوارع واسعة على نحو متزايد لفصل التنمية الجديدة من وسط المدن التاريخية وأبرزها الطريق الدائري في فيينا. أصبحت سياسة الحزام الاخضر رائدة في المملكة المتحدة البريطانية، تم وضع عدة اقتراحات من عام 1890 فصاعداً وكان هدفها أولا كسب التأييد على نطاق واسع والتي تم طرحها من قبل جمعية لندن «خطة التنمية الكبرى في لندن» عام 1919. وإلى جانب اتحاد بحوث السياسيات في التعليم قاموا بالنضال لإنشاء حزام مستمر يصل طوله إلى ميلين في مناطق واسعة من أجل منع الزحف العمراني متعدياُ بذلك التطورات الجديدة التي يمكن أن تحدث.
هناك أربعة عشر منطقة تحتوي على الحزام الأخضر مثل المملكة المتحدة التي تغطي 16716 كيلومتر مربع، أي ما يعادل 13٪ من إنجلترا و 164 كيلومتر مربع من اسكتلندا. للإطلاع على تفاصيل أكثر انظر الحزام الأخضر (المملكة المتحدة البريطانية). ومن الأمثلة البارزة الأخرى هي الحزام الأخضر في أوتاوا والحزام الأخضر في حدوة الحصان الذهبية في أونتاريو، كندا. تدير لجنة العاصمة الوطنية 20350هكتار من الحزام الأخضر في أوتاوا عموما، في الولايات المتحدة البريطانية يطلق على الحزام الأخضر بالمساحة خضراء أو المساحات الخضراء، والذي قد يكون عبارة عن مساحات صغيرة جدا مثل الحديقة.
في السنوات الأخيرة، تتطور مفهوم «الحزام الأخضر» فلم يعد مقتصرا فقط على «المساحات الخضراء» ولكن أيضا على «إنشاء المساحة الخضراء»، مع الأخذ بعين الاعتبار بأن جميع المساحات الخضراء الحضرية، تعتبر جانب مهم من جوانب التنمية المستدامة في القرن الواحد والعشرين. تعهدت «دراسات تخطيط إنشاء مساحة الخضراء» بتكلفة عمل المفوضية الأوروبية C11 وهي (تكلفة - التعاون الأوروبي في مجال العلوم والتكنولوجيا) التي تنطوي على 15 دولة أوروبية.
في عام 1994، أعلن البرلمان السويدي عن إقامة سلسلة من الحدائق في ستوكهولم وبإضافتها إلى البلدية المجاورة في سولنا والتي يوجد في شمالها «مدينة الحديقة الوطنية» ويطلق عليها باسم: رويال سيتي الحديقة الوطنية.

## انتقادات

### أسعار المنازل
يؤثر الحزام الأخضر على ذلك فعلى سبيل المثال اقترح الاقتصادي تيم هارفارد بأن يتم إنشاء حزام أخضر من قبل السكان للحفاظ على برجوازية الوضع الراهن للذين يعيشون بالفعل في المنطقة، وخاصة الاستفادة من المُلاك الذين يجنون أرباحا من ندرة المساكن. فالدافع والفوائد المعلنة للحزام الأخضر يمكن أن تحسن النوايا مثل (الصحة العامة والبيئة)، ولكن هذه الفوائد لا تحقق النوايا المزعومة، فعلى سبيل المثال، انتقد مارك بنينجتون الذي ادعى أنه ليس هناك سوى جزء صغير من السكان يستطيع أن يمضي قدماً ليقضي جزء من وقته على الحزام الأخضر لغرض الترفيه ويزعمون أن حزام الأخضر لا يمكن ربط فائدته بتنظيف الهواء والماء عوضاً عن ذلك. في نهاية المطاف فإن قرار عمل الحزام الأخضر حول المدينة يمنع زيادة الطلب على المساكن في المنطقة إلا أنه من الممكن أن يتحقق مع زيادة المعدات اللازمة، وبالتالي قد تفاقم من ارتفاع أسعار السكن وإخماد القوى التنافسية بشكل عام.

### زيادة الزحف العمراني
هناك سبب آخر للانتقادات وهو أن الحزام الأخضر لا يتوقف عن النمو إلى حد معين خارج المدينة، وإنما يقوم بتحفيز المناطق المحيطة على النمو إلى أبعد من الحزام بكثير من أساس المدينة، وبالتالي يزداد في الواقع الزحف العمراني. فمن الأمثلة المذكورة الأكثر شيوعا هي ضواحي أوتاوا كاناتا وأورليان، وكلاهما كانتا خارج نطاق الحزام الأخضر، وهي تخضع حاليا للنمو الهائل (انظر الحزام الأخضر أوتاوا (. وهذا يقود إلى مشاكل أخرى، بالإضافة إلى أن سكان هذه المناطق عندما يريدون الانتقال لأماكن العمل في المدينة فهم يقومون باستخدام أسوأ وسائل النقل العام. وهذا يعني أيضا أن الناس عليهم الذهاب لأعمالهم من خلال الحزام الأخضر، وهي منطقة ليست مصممة للتعامل مع مستويات عالية من النقل. فهذه لا تعتبر ميزة للحزام الأخضر وإنما منقصة، ولذلك فإنه قد يزيد المشكلة ويجعل المدينة غير قابلة للاستمرار.
وهناك العديد من الأمثلة على التأثير الفعال للأحزمة الخضراء مثل اعتبارها كأراضي احتياطية للطرق السريعة والطرق السريعة المستقبلية الأخرى. ومن الأمثلة على ذلك أيضاً أنه وجوده ضمن تقاطع الطريق رقم 407 السريع في شمال تورنتو وطريق هانت كلاب وطريق ريتشموند في جنوب أوتاوا. ما إذا كان مقررا في الأصل على هذا النحو، أو نتيجة لإدارة الأحداث التي استفادت من الأراضي المتوفرة سابقا من قبل الأسلاف والأمر قابل للنقاش.

### المملكة المتحدة البريطاني
بسبب التوسع العمراني لبناء منازل للإيواء فقد انتقدت الجهات السياسية والاقتصادية إحدى أكبر حواجز الحزام الأخضر في المملكة المتحدة لما له من آثار سلبية على الاحتياطيات، والتكلفة أو الأسعار، والتنوع الجديد. ويقول النقاد أن الأحزمة الخضراء فشلت فعلا في تحقيق أهدافها الخاصة المعلنة لإنقاذ الريف والأماكن المفتوحة. عن طريق منع البلدات والمدن القائمة على التوسع الطبيعي والعضوي اللذان يؤديان إلى زيادة توسع وتطور أرض السكن. بمعنى آخر وهو إنشاء الأحزمة الخضراء للمجتمعات الجديدة مع انخفاض كثافة البناء والبنية التحتية القائمة وغيرها من المرافق الخاصة بهم، والاعتماد بشكل أكبر على السيارات والتنقل وغير ذلك. وفي الوقت نفسه، تعتبر المساحات الخضراء الحضرية قيمة، وأما بخصوص المناطق الرملية فهي مناسبة للإقامة المناطق الصناعية والتجارية وفقدان التجمعات السكانية القائمة والمزيد والمزيد من المساكن الجديدة لهم.

## الأمثلة البارزة

### أستراليا
- قامت اديلايد باركلاندز بمحاصرة حي الأعمال المركزي أديلايد تماما، كما كان مقررا في البداية في عام 1837.
- يقع المجلس شاير نويملكي على بعد نحو 30 كيلومترا (19 ميلا) إلى الشمال الشرقي من ملبورن باسم «الأخضر إسفين شيري» بسبب الاتفاق مع حكومة فيكتوريا والذي يمنع البنية التحتية عالية الكثافة التي سيتم بناؤها.

### البرازيل
في عام 1994 أنشئ وسام باولو مدينة الحزام الأخضر محمية المحيط الحيوي وهي جزءا لا يتجزأ من محمية الغابة الأطلسية نابعة من حركة شعبية التي جمعت 150 ألف توقيع، بل يمتد طوال حوالي 73 من البلديات بما في ذلك ساو باولو المترو ومنطقة سانتوس. مع ما يقرب من 17000 كيلومتر مربع، ويسكنه حوالي مايقارب 23 مليون شخص، أي ما يعادل أكثر من 10٪ من مجموع سكان البلاد في مساحة تعادل 2000 من الأراضي البرازيلية. هناك أكثر من 6000 كيلومتر مربع من الغابات والنظم الإيكولوجية الغابة الأطلسية الأخرى في مجلس الاحتياطي وكانت من إحدى المناطق الأحيائية الأكثر عرضة للتهديد على كوكب الأرض. بالإضافة إلى التنوع البيولوجي المذهل، تقديم خدمات النظم الإيكولوجية لمدينة الحزام الأخضر محمية المحيط الحيوي ذو قيمة إلى النظام البيئي.

### كندا
- أوتاوا الحزام الأخضر الذي يحيط بمدينة عاصمة أوتاوا.
- الحزام الأخضر (حدوة الحصان الذهبي)، وهي الفرقة يبلغ طولها حوالي7300 كيلومتر مربع من الأراضي والتي تشمل على الأراضي الريفية والزراعية المحيطة بالأراضي تورونتو وشبه جزيرة نياغارا، وأجزاء من شبه جزيرة بروس. وهي أكبر محافظة في كندا وأصغر جزيرة الأمير إدوارد.تتكون معظم الأراضي من البلوط مرتفعات الركام وأرض حساسة بيئيا التي هي عبارة عن طبقة مياه جوفية كبيرة في المنطقة وشلالات جرف محمية المحيط الحيوي لليونسكو.هناك محاولات على كبح الزحف العمراني الذي يتعدى على هذه الأراضي، في فبراير عام 2005، أنشأت حكومة أونتاريو قانون الحزام الأخضر في حماية هذه المساحات الخضراء من جميع التنمية في المستقبل، مع استثناء الاستخدام الزراعي محدودة.

### كولومبيا البريطانية
وهي تعتبر أرض الاحتياطي الزراعية تحمي الأراضي الزراعية في جميع أنحاء هذه المنطقة الجبلية من التنمية الحضرية، بما في ذلك فانكوفر. تسمح هذه الحماية الصارمة والتنمية الحضرية في الأراضي الزراعية فقط في حالة وجود أي بديل معقول. ومع ذلك، فإنه لا يوجد حماية للأراضي غير الزراعية وخاصة سفوح الجبال الذي أدى إلى وضوح كبير للغاية وتجاوز التلال الممتدة.

### كينيك
وهي عبارة عن لجنة دي دو تيريتوير اجريكول كينيك والتي تؤكد مهمتها بالحفاظ على أراضي (المناطق الزراعية) وملائمتها لممارسة وتطوير الأنشطة الزراعية. في القيام بذلك، وتقوم اللجنة بالحفاظ على الأراضي الزراعية وتساعد على حماية أولوية المحلية بالإضافة أنها تغطي المناطق الزراعية بمساحة ما تقارب 63000 كيلومتر مربع في 952 بلدية محلية.

### جمهورية الدومنيكان
- تمتلك وسانتو دومينغو الكبرى مشروع للحزام الأخضر ويسمى باسم حزام سانتو دومينغو الأخضر الذي يحيط المقاطعة الوطنية بأكملها. وهو يحتوي على الحديقة النباتية الوطنية وميرادور ديل نورتي وميرادور ديل ستي، والحدائق الأخرى المحيطة بالمنطقة البلدية الخارجية إلى حد كبير، وقد أثرت بها الحضارة الغير المنضبطة، ولكن بقيت بعض أجزائها كما هي .

رين الحزام الأخضر.

### الأماكن البرية الرئيسية في منطقة أوروبا
- الحزام الأخضر الأوروبي.
- الغابات ببانجيتشا في منطقة بلغراد.
- بارك رويال الوطني سيتي في منطقة ستوكهولم.
- الحزام الأخضر الألماني.
- الحزام الأخضر في جنوب باريس .
- الحزام الأخضر في شمال باريس .
- النزهات .
- فيينا وودز في منطقة النمسا.
- رين الحزام الأخضر في منطقة فرنسا.

### نيوزيلاندا
- يعتبر حزام مدينة دنيدن من أحد أقدم الأحزمة الخضراء في العالم، بعد أن تم التخطيط له في وقت أوتاجو أثناء حمى البحث عن الذهب وبسبب النمو السريع في المدينة وذلك في عام 1860 ويحيط بالمدينة من ثلاث جهات والجهة الرابعة هي ميناء المدينة.

### باكستان
- غالبا ما تعرف منطقة اسلام اباد باسم المدينة الخضراء ومعظم الأحزمة الخضراء تم العثور عليها في جوانب الطرق والتي غالبا ما تكون مزينة ومليئة بمختلف أنواع النباتات.

### الفلبين
- تعتبر مدينة ماكاتي من الأحزمة الخضراء التي تحتوي على مراكز للتسوق ومنشآت حديثة.

### تايلاند
- تقع المدينة الخضراء الانفجاركارشو في بانكوك داخل منحنى نهر تشاو فرايا واليوم هي عبارة عن منطقة شعبية للسياحة وركوب الدراجات والتي تقع داخل حدود محافظة بانكوك ومقاطعة ساموت ساكورن.

### كوريا الجنوبية
• سيول
توضح هذه صورة المناطق المخصصة للحزام الأخضر في انكلترا بالإضافة إلى الحزام الأخضر الموجود في العاصمة كما هو مبين (الموضح باللون الأحمر).

### المملكة المتحدة البريطانية
- الموقع الرئيسي للحزام الأخضر في المملكة المتحدة البريطانية .
- الحزام الأخضر في المطران الحزام الأخضر والذي يبلغ طوله حولي 5133 كيلومتر مربع.
- الحزام الأخضر في كوريا الشمالية الغربية والذي يبلغ طوله حوالي2578 كيلومتر مربع.
- الحزام الأخضر في جنوب وغرب يوركشاير والذي يبلغ طوله حوالي كيلومتر مربع.
- الحزام الأخضر في منطقة ميدلاند الغربية والذي يبلغ طوله حولي 2315 كيلومتر مربع.

### الولايات المتحدة الأمريكية
- تتطلب المدن مثل ولاية أوريغون الأمريكية وولاية واشنطن وتينيسي بوضع حدود للنمو الحضري .
- اعتمدت المدن الأمريكية البارزة على حدود النمو الحضاري والذي يشتمل على عدة مناطق مثل بورتلاند، أوريغون. توين سيتيز، ولاية مينيسوتا. فرجينيا بيتش بولاية فرجينيا، ليكسينغتون، كنتاكي. ومقاطعة ميامي ديد بولاية فلوريدا.
- تمتلك منطقة خليج سان فرانسيسكو على أكثر من 20 مدينة تشمل حدود النمو الحضاري (انظر تحالف الحزام الأخضر، وهي منظمة منطقة خليج سان فرانسيسكو التي شاركت في تأسيس هذه الحدود).
- الحزام الأخضر بجزيرة ستاتن وبروكلين كوينز غرين في مدينة نيويورك.
- الحزام الأخضر ببارتون كريك في منطقة أوستن.
- تحصل آن أربور، ميشيغان على حقوق الارتفاق للمحافظة على الأراضي الزراعية حول المدينة دون إنشاء حدود للنمو الحضري. بينما الخطة الأولية للمدينة لم تتضمن مشاركة البلدات المحيطة بها، ولكن شاركت حوالي أربع بلدات على الأقل مباشرة أو قد بدأت في جهودها لحماية الأراضي الزراعية المحيطة بالمدينة.
- الحزام الأخضر في بونز وايداهو.
- غابة سياتل.
- تقع قلادة الزمرد في بوسطن الموجودة في منتصف المسافة بين الحزام الأخضر وغرين، وهي قريبة من طنين في وسط بوسطن والحلقة الأخيرة من السلسة في طريق دورتشستر لم تنشأ بعد.